# Songs of Love and Hate
Songs of Love and Hate – trzeci album studyjny Leonarda Cohena wydany w 1971 przez Columbia Records; na płycie znalazła się m.in. piosenka „Słynny niebieski prochowiec”.
Album nagrany w okresie marzec–listopad 1970, w Columbia Studio A, Nashville (1. mix); oraz Trident Studios, Londyn (2. mix).

## Lista utworów

### Side A
| 1. | "Avalanche"            | 5:01  |
|    |                        |       |
| 2. | "Last Year's Man"      | 6:02  |
|    |                        |       |
| 3. | "Dress Rehearsal Rag"  | 6:12  |
|    |                        |       |
| 4. | "Diamonds in the Mine" | 3:52  |
|    |                        |       |
|    |                        | 21:07 |
|    |                        |       |

### Side B
| 1. | "Love Calls You by Your Name"                                       | 5:44  |
|    |                                                                     |       |
| 2. | "Famous Blue Raincoat"                                              | 5:15  |
|    |                                                                     |       |
| 3. | "Sing Another Song, Boys" (live: Isle of Wight Festival 31.08.1970) | 6:17  |
|    |                                                                     |       |
| 4. | "Joan of Arc"                                                       | 6:29  |
|    |                                                                     |       |
|    |                                                                     | 23:45 |
|    |                                                                     |       |